# NGC 5965-2
NGC 5965-2 (другие обозначения — NPM1G +56.0202, PGC 2544663) — галактика в созвездии Дракон.
Этот объект не входит в число перечисленных в оригинальной редакции «Нового общего каталога» и был добавлен позднее.